# Ypthima baldus
Ypthima baldus — вид дневных бабочек из рода Ypthima в семействе Бархатницы. Широко распространенный индо-малайского вид, цикл развития которого происходит на многочисленных растениях семейства Злаки (Poaceae).

## Описание
Размах крыльев 38—46 мм.

### Поколение влажного сезона
Верхняя сторона крыльев коричневая, на передних и задних крыльях терминальные поля гораздо темнее или менее чёткими расположенными под основанием или базальной мембраной темными полосами. Переднее крыло большое, овальное, с жёлто-чёрный округлыми глазками. Заднее крыло с двумя круглыми, но меньшими по размеру глазками. Нижняя сторона крыльев бледная, светлее верхней, глазки на задних крыльев более отчётливые. Половой диморфизм выражен слабо.

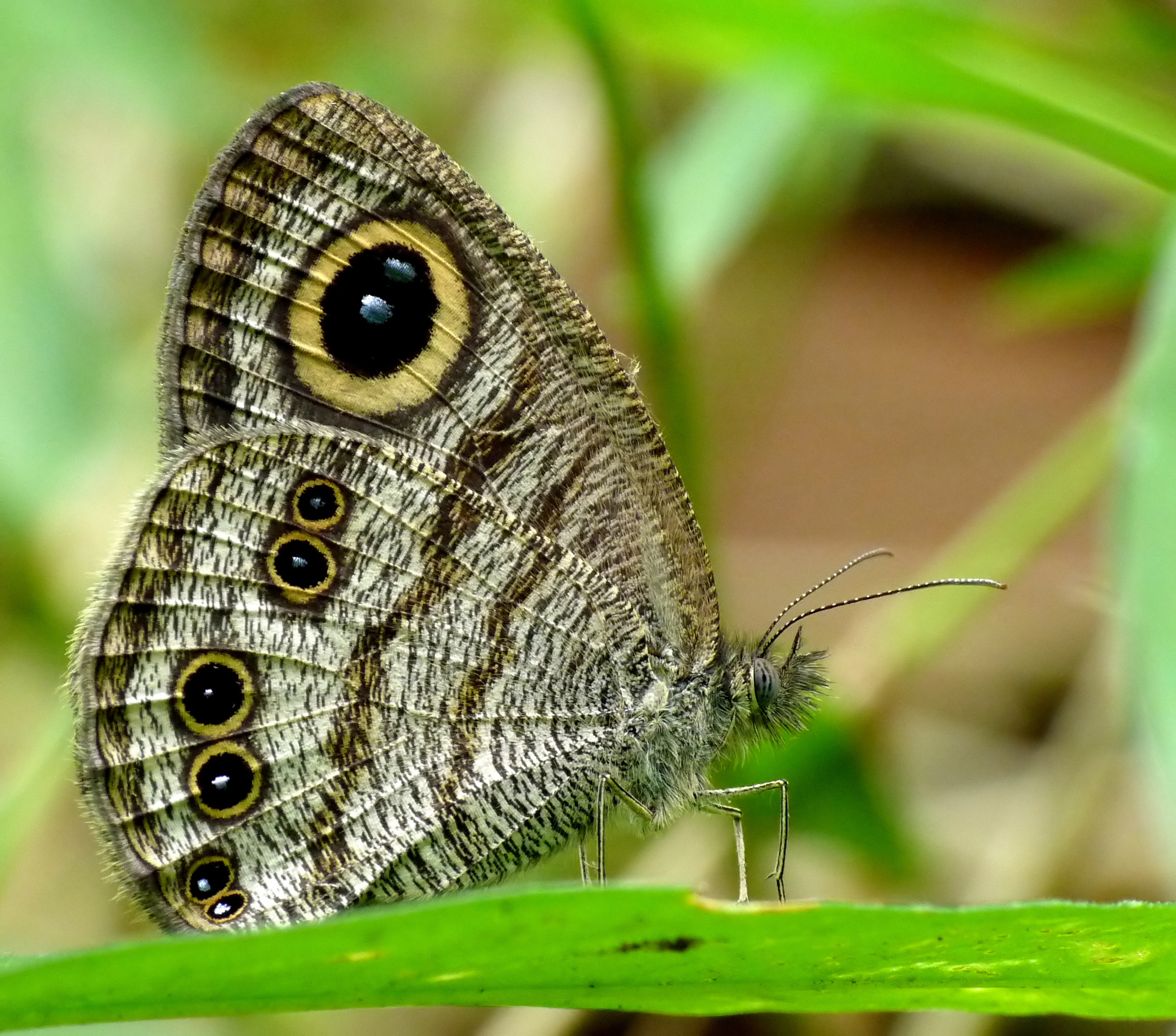
Нижняя сторона крыльев

### Поколение сухого сезона
Окраска бабочек бледнее, по сравнению с поколением влажного сезона. Глазки на задних крыльев часто сведены к простым пятнам.

### Изменчивость
Вид обладает нередким для сплошных ареалов примером клинальной изменчивости. Длина переднего крыла у самцов варьирует в центральных и южных районах ареала. У обитающих на севере Вьетнама особей наблюдаются существенные отличия по данному признаку, связанные с ландшафтным местоположением биотопов. Популяции, обитающие в горных районах Хоанг Льен Шон и северной части хребта Чыонг Шон, характеризуются меньшей длиной переднего крыла.

## Ареал
Широко распространенный индо-малайский вид: Гималайской Индия, Бутан, Центральная Индия, Мьянма, Вьетнам.

## Фотогалерея

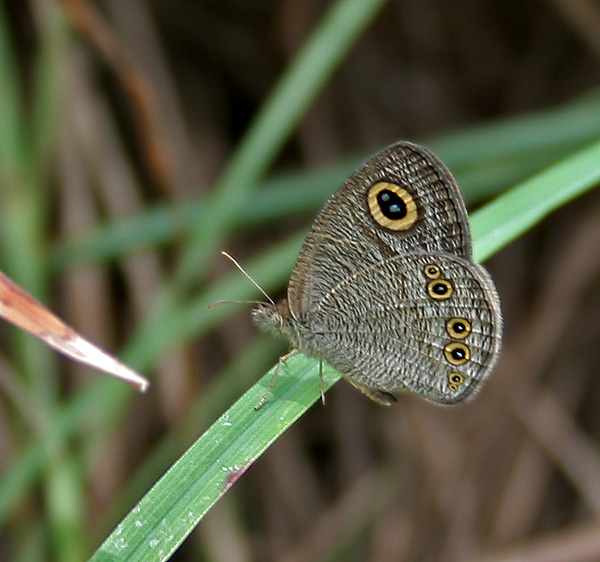
Бабочка из поколения влажного сезона.
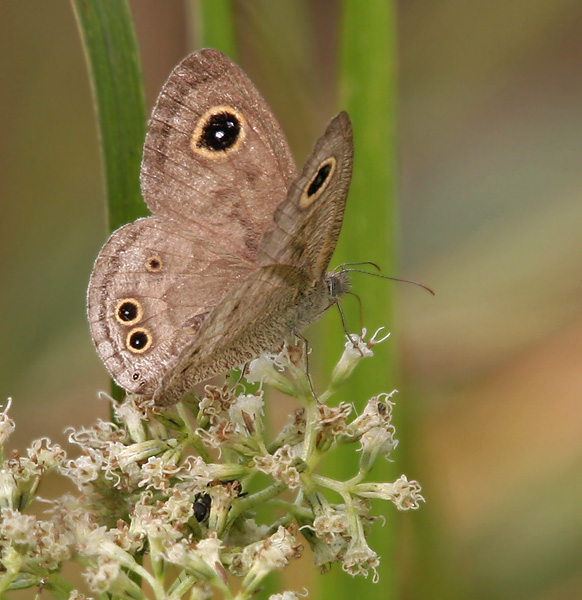
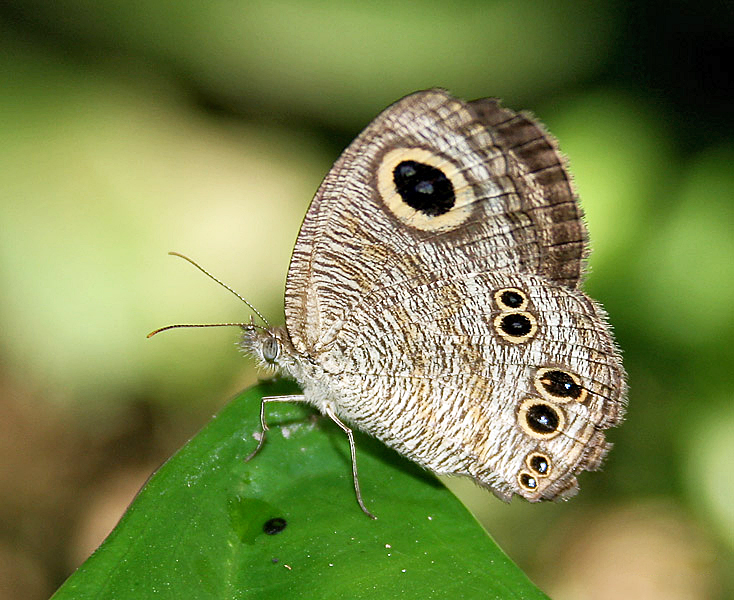
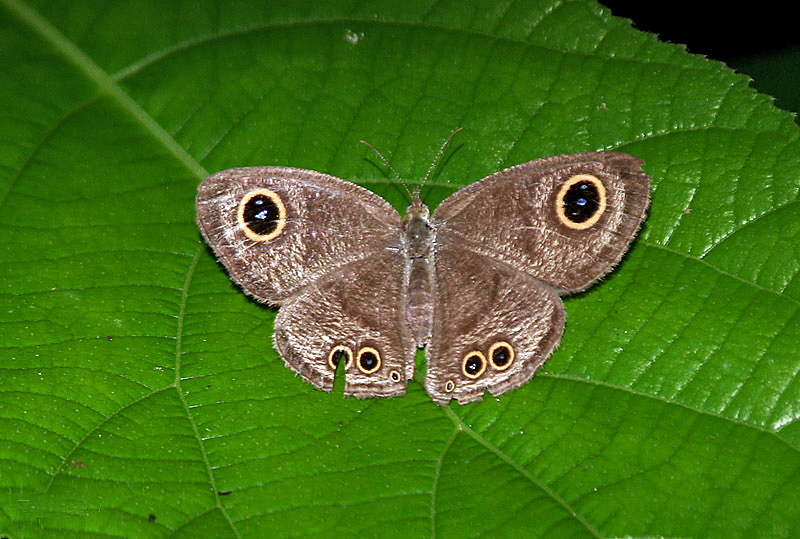